# Pujehun
Pujehun este un oraș în Sierra Leone, reședință a districtului Pujehun.